# Simmondsiaceae
Simmondsiaceae o familia de la jojoba es una familia de las dicotiledóneas.  La familia no es reconocida por todos los taxónomos, la especie, Simmondsia chinensis, frecuentemente es puesta en la familia Buxaceae.  
El APG II, de 2003 (sin cambios del sistema APG, de 1998), reconoce a esta familia y la asigna en el orden Caryophyllales en el clado Eudicotyledoneae.  Tiene una sola especie, jojoba (Simmondsia chinensis) (arbusto norteamericano).
El sistema Cronquist, de 1981, había reconocido a esta familia y la colocó en el orden Euphorbiales.